# Lateral tænkning
Med bogen 'The use of Lateral Thinking' introducerede Edward de Bono i 1967 et nyt begreb som først og fremmest beskriver en teori om hvordan man kan tænke på tværs af ellers uforenelige dialektiske discipliner. Teorien er beslægtet med de grundlæggende teser i eksperimentel filosofi.
Lateral tænkning blev optaget som et officielt nyt begreb i "The Oxford Dictionary", som svarer til vores Nudansk Ordbog. Vi kender begrebet i dag som en generel betegnelse for en målrettet kreativ indsats.

## Teorien
Med udgangspunkt i en teori om selvorganiserende systemer kan vi se et behov for at kunne tænke på tværs. Dette behov bygger dels på, at hjernen ikke "af sig selv" går i gang med at reorganisere vores viden, og konsekvensen af dette er, at vi har en naturlig tilbøjelighed til at tænke dialektisk. Vores normale redskaber til tænkning – fx analyse, logik og begreberne – tilfredsstiller primært vores præference for den dialektiske tilbøjelighed. Vi mangler faktisk en taktik som hjælper os til at opdage noget virkeligt nyt og vi behøver også en taktik når vi skal omorganisere vores viden.

### Dialektikerens udfordring
Edward de Bono beskriver generelt lateral tænkning som et redskab til at udligne forskellene mellem fx vertikal og horisontal tænkning – hvor de to beskrives således:
Purely horizontal thinking is known as daydreaming. Fantasy. Mysticism. The purely horizontal thinker has a thousand ideas but puts none of them into action. He or she sees the big picture and all its possibilities but has little interest in linear, step-by-step implementation.
Purely vertical thinking leads to compliance, conformity, and a false sense of knowledge. (False because it’s often just memorization in disguise. The student knows what to do without understanding why.) The purely vertical thinker is a nit-picker, a legalist, a tight-ass.
Lateral tænkning "låner" fra begge disse ekstremer, med den hensigt at skabe noget nyt som overses hvor hjernen primært er optaget af at kategorisere det vi gør – som i dette eksempel enten "vertikalt" eller "horisontalt". Lateral tænkning, denne teknikker, kan altså designes således at vi kan undgå at falde i den eller den anden grøft – eller populært sagt vi kan måske undgå at politisere/polarisere.

### Teoriens udvikling
Lateral tænkning blev introduceret i 1967, og i 1969 kom den videnskabelige forklaring i form af bogen 'The Mechanism of mind". Her gennemgås en simpel, men dog detaljeret, teori om hvordan dele af hjernen fungerer som et selvorganiserende system.
Med denne teori demonstrerede Edward de Bono også et af flere væsentlige didaktiske aspekter ved implementeringen af sine teorier.
Den laterale tænker kombinerer begreber eller funktioner, der i normal tænkning opfattes som uafhængige. Så start med et emne eller problem, og derefter finde tilfældige genstande eller ord eller begreber at forholde sig til emnet. Teorien ses blandt andet anvendt i praksis i teorier om beslutningsprocesser.

## Implementering og didaktik
Lateral tænkning kan implementeres via en række teknikker og det nye i dette, er at vi herved kan lære at tænke. Denne mulighed udfoldes gennem CoRT (står for Cognitive Research Trust) et komplet sæt af teknikker og dertilhørende undervisnings materialer til folkeskolen. CoRT materialet er særdeles omfattende og understøtter i praksis eleven i de forskellige situationer hvor hjernen typisk vil begå det vi kalder kategorifejl. (En typisk kategorifejl ville være at sige "Lateralt tænkning er det modsatte af xxxx", fx vertikal tænkning.)
Det interessante ved denne tilgang er at vi i princippet ikke ved hvilke kategorifejl den enkelte teknik omhandler. Hvis vi vidste dette på forhånd ville teknikken/undervisningen blive effektivt amputeret, da vores hjerne så automatisk ville fokusere på dette frem for teknikken. Efter samme princip blev vi først introduceret til Lateral Tænkning, og først to år efter fik vi den dybere forklaring.
Her taler vi om et centralt princip bag indlæring og selvorganisering, hvis sekvensen af informationer ændres kan vi fx undgå at danne myter, eller at begå visse kategorifejl.
Den succesfulde implementering afhænger altså af en meget specifik didaktik, hvor eleven og læren ikke nødvendigvis kender hele historien! Herved havner hele udfordringen på elevens bord og han eller hun "tvinges" til at tænke selvstændigt. Det betyder også at eleven og læren ikke nødvendigvis skal forstå den bagvedliggende teori, men at et kendskab til teorien i-sig-selv vil sabotere indlæringen.
Denne noget utraditionelle didaktiske tilgang har givet mange indsigelser, se afsnittet kritik.

## Teknikkerne
Tilfældig input, idegenerering: Man vælger et objekt og skaber associationer til det emne man arbejder med.
Provokation, idegenerering: Man forsøger at fremprovokere ideer via forskellige konkrete teknikker.
Movement (flytninger/bevægelse): via en række konkrete teknikker udtræk principper, se på forskelle, minut til minut, etc.
Udfordring, idegenerering: En konkret teknik hvorved vi kan udfordre gængse antagelser.
Konceptfanen: et redskab til at omsætte ide til koncept og omvendt.